# Bergisch-Marks voetbalkampioenschap 1927/28
In 1927/28 werd het negende Bergisch-Marks voetbalkampioenschap gespeeld, dat georganiseerd werd door de West-Duitse voetbalbond. 
SF Schwarz-Weiß Barmen werd kampioen en Düsseldorfer TSV Fortuna vicekampioen. Beide clubs plaatsten zich voor de West-Duitse eindronde. De vicekampioenen bekampten elkaar nu in knock-outfase en Fortuna verloor in de halve finale van Schwarz-Weiß Essen. Barmen werd voorlaatste in de kampioenengroep. 

## 1. Bezirksklasse

### Groep I
| Plaats | Club                           | Wed. | W  | G | V | Saldo | Ptn.  |
| ------ | ------------------------------ | ---- | -- | - | - | ----- | ----- |
| 1.     | Düsseldorfer TSV Fortuna 1895  | 14   | 12 | 1 | 1 | 53:14 | 25:3  |
| 2.     | Düsseldorfer SC 99             | 14   | 10 | 0 | 4 | 48:20 | 20:8  |
| 3.     | Düsseldorfer SC Viktoria 02    | 14   | 5  | 5 | 4 | 33:32 | 15:13 |
| 4.     | FC Solingen 95                 | 14   | 5  | 2 | 7 | 25:31 | 12:16 |
| 5.     | 1.SpVgg 1903 Solingen-Gräfrath | 14   | 4  | 4 | 6 | 17:33 | 12:16 |
| 6.     | SC Sonnborn 07                 | 14   | 4  | 3 | 7 | 20:37 | 11:17 |
| 7.     | SpVgg 1904 Ratingen            | 14   | 4  | 1 | 9 | 25:37 | 9:19  |
| 8.     | BC 05 Düsseldorf               | 14   | 3  | 2 | 9 | 21:38 | 8:20  |

|  | Geplaatst voor de finale en de West-Duitse eindronde |
|  | Degradatie                                           |

### Groep II
| Plaats | Club                       | Wed. | W | G | V | Saldo | Ptn.  |
| ------ | -------------------------- | ---- | - | - | - | ----- | ----- |
| 1.     | Spfr. Schwarz-Weiß Barmen  | 14   | 9 | 2 | 3 | 42:25 | 20:8  |
| 2.     | TSV Eller 04               | 14   | 8 | 3 | 3 | 46:29 | 19:9  |
| 3.     | SSV 1904 Elberfeld         | 14   | 8 | 1 | 5 | 30:18 | 17:11 |
| 4.     | TuRU 1880 Düsseldorf       | 14   | 6 | 3 | 5 | 36:33 | 15:13 |
| 5.     | VfL Benrath 06             | 14   | 5 | 2 | 7 | 33:44 | 12:16 |
| 6.     | BV 04 Düsseldorf           | 14   | 6 | 0 | 8 | 24:33 | 12:16 |
| 7.     | VfR 08 Gerresheim          | 14   | 3 | 3 | 8 | 35:48 | 9:19  |
| 8.     | SV Germania 1907 Elberfeld | 14   | 2 | 4 | 8 | 24:40 | 8:20  |

### Finale
Heen
|  |                           |       |                               |  |
|  | Spfr. Schwarz-Weiß Barmen | 3 – 2 | Düsseldorfer TSV Fortuna 1895 |  |
|  |                           |       |                               |  |

Terug
|  |                               |       |                           |  |
|  | Düsseldorfer TSV Fortuna 1895 | 5 – 1 | Spfr. Schwarz-Weiß Barmen |  |
|  |                               |       |                           |  |

Beslissende wedstrijd
|  |                           |       |                               |  |
|  | Spfr. Schwarz-Weiß Barmen | 4 – 1 | Düsseldorfer TSV Fortuna 1895 |  |
|  |                           |       |                               |  |

## 2. Bezirksklasse

### Groep Remscheid
| Plaats | Club                   | Wed. | W | G | V  | Saldo | Ptn.  |
| ------ | ---------------------- | ---- | - | - | -- | ----- | ----- |
| 1.     | SC 1906 Langerfeld     | 14   | 9 | 2 | 3  | 52:18 | 20:08 |
| 2.     | BV 1908 Lüttringhausen | 14   | 9 | 1 | 4  | 43:34 | 19:09 |
| 3.     | SSV Remscheid 1907     | 14   | 8 | 3 | 3  | 31:16 | 19:09 |
| 4.     | SV 1909 Wermelskirchen | 14   | 7 | 2 | 5  | 45:29 | 16:12 |
| 5.     | VfB 1906 Remscheid     | 14   | 7 | 1 | 6  | 37:34 | 15:13 |
| 6.     | BV 1910 Remscheid      | 14   | 4 | 2 | 8  | 33:37 | 10:18 |
| 7.     | TSV 05 Ronsdorf        | 14   | 4 | 2 | 8  | 25:40 | 10:18 |
| 8.     | FC Lennep 1907         | 14   | 1 | 1 | 12 | 15:63 | 03:25 |

|  | Geplaatst voor promotie-eindronde |
|  | Degradatie                        |

### Groep Elberfeld/Barmen
| Plaats | Club                    | Wed. | W | G | V | Saldo | Ptn.  |
| ------ | ----------------------- | ---- | - | - | - | ----- | ----- |
| 1.     | SSV Barmen              | 14   |   |   |   | 63:17 | 24:04 |
| 2.     | Barmer SC               | 14   |   |   |   | 38:40 | 16:12 |
| 3.     | BV Velbert 1907         | 14   |   |   |   | 31:32 | 16:12 |
| 4.     | SV Viktoria 1905 Barmen | 14   |   |   |   | 29:27 | 15:13 |
| 5.     | TuRa Barmen             | 14   |   |   |   | 33:32 | 14:14 |
| 6.     | Schwelmer FC 1906       | 14   |   |   |   | 24:35 | 11:17 |
| 7.     | SSV Velbert             | 14   |   |   |   | 37:42 | 10:18 |
| 8.     | FC Velbert 1902         | 14   |   |   |   | 17:46 | 06:22 |

### Groep Solingen
| Plaats | Club                   | Wed. | W | G | V | Saldo | Ptn.  |
| ------ | ---------------------- | ---- | - | - | - | ----- | ----- |
| 1.     | Cronenberger SC 02     | 14   |   |   |   | 53:15 | 25:03 |
| 2.     | Ohligser FC 1906       | 14   |   |   |   | 33:38 | 15:13 |
| 3.     | FC Alemannia Vohwinkel | 14   |   |   |   | 29:31 | 13:15 |
| 4.     | SpV 1910 Weyer         | 14   |   |   |   | 24:35 | 13:15 |
| 5.     | SSV 1907 Sudberg       | 14   |   |   |   | 31:29 | 12:16 |
| 6.     | BV Wald 1903           | 14   |   |   |   | 33:47 | 12:16 |
| 7.     | BV Solingen 1898       | 14   |   |   |   | 29:37 | 11:17 |
| 8.     | BV Cronenberg 1906     | 14   |   |   |   | 30:30 | 11:17 |

|  | Geplaatst voor promotie-eindronde |
|  | Degradatie                        |

### Groep Düsseldorf Ost
| Plaats | Club                            | Wed. | W | G | V | Saldo | Ptn.  |
| ------ | ------------------------------- | ---- | - | - | - | ----- | ----- |
| 1.     | SC Schwarz-Weiß 1906 Düsseldorf | 14   |   |   |   | 44:35 | 20:08 |
| 2.     | FC Hertha 1908 Düsseldorf       | 14   |   |   |   | 33:32 | 19:09 |
| 3.     | VfB Hilden 1903                 | 14   |   |   |   | 44:35 | 16:12 |
| 4.     | SSV Hilden 1906                 | 14   |   |   |   | 38:29 | 15:13 |
| 5.     | VfR Ohligs                      | 14   |   |   |   | 48:41 | 14:14 |
| 6.     | SC Alemannia 1908 Düsseldorf    | 14   |   |   |   | 33:42 | 12:16 |
| 7.     | VfB Düsseldorf 1910             | 14   |   |   |   | 29:38 | 08:20 |
| 8.     | SpV Eintracht 1906 Düsseldorf   | 14   |   |   |   | 31:48 | 08:20 |

### Groep Düsseldorf West
| Plaats | Club                           | Wed. | W | G | V  | Saldo | Ptn.  |
| ------ | ------------------------------ | ---- | - | - | -- | ----- | ----- |
| 1.     | Düsseldorfer SV 04             | 14   |   |   |    | 49:22 | 25:03 |
| 2.     | SV Oberkassel                  | 14   |   |   |    | 55:27 | 20:08 |
| 3.     | SSV Mettmann 1910              | 14   |   |   |    | 31:34 | 19:09 |
| 4.     | SC Grafenberg 1888             | 14   |   |   |    | 27:24 | 15:13 |
| 5.     | Rather SpV 1919                | 14   |   |   |    | 20:31 | 13:15 |
| 6.     | Düsseldorfer CfR linksrh. 1919 | 14   |   |   |    | 33:23 | 11:17 |
| 7.     | Sportfreunde Neuss             | 14   |   |   |    | 16:32 | 09:19 |
| 8.     | Teutonia 1905 Düsseldorf       | 14   | 0 | 0 | 14 | 18:55 | 00:28 |

|  | Geplaatst voor promotie-eindronde |
|  | Degradatie                        |

### Promotie-eindronde
| Plaats | Club                            | Wed. | W | G | V | Saldo | Ptn.  |
| ------ | ------------------------------- | ---- | - | - | - | ----- | ----- |
| 1.     | SSV Barmen                      | 4    | 3 | 0 | 1 | 14:08 | 06:02 |
| 2.     | SC 1906 Langerfeld              | 4    | 3 | 0 | 1 | 13:12 | 06:02 |
| 3.     | SC Schwarz-Weiß 1906 Düsseldorf | 4    | 2 | 0 | 2 | 10:10 | 04:04 |
| 4.     | Düsseldorfer SV 04              | 4    | 2 | 0 | 2 | 10:12 | 04:04 |
| 5.     | Cronenberger SC 02              | 4    | 0 | 0 | 4 | 09:14 | 00:08 |

|  | Promotie |